# Abī-simtī
Abī-simtī war eine Hofdame am Königshof von Ur zur Zeit der 3. Dynastie von Ur. Sie war Mutter des Königs Šu-Sin und möglicherweise Ehefrau dessen Bruders Amar-Suena sowie Königin während dessen Regentschaft. Sie ist die einzige Frau an dessen Hof, die den Titel Königin (nin) trug. Sie überlebte ihren Gatten und spielte auch am Hof von Šu-Sin eine wichtige Rolle. Sie starb kurz nach dem Tod ihres Sohnes.
Ihre Herkunft ist unbekannt. Ihr Bruder Babati hatte Verbindungen zu Ešnunna, was andeutet, dass er von dort stammt. Solche Verbindungen sind für Abī-simtī jedoch nicht nachweisbar. Neben ihrem Bruder ist noch eine Schwester mit dem Namen Bizua bekannt. Abī-simtī ist vor allem von vielen Wirtschaftstexten bekannt, die belegen, dass sie ein Anwesen mit zahlreichen Bediensteten bewirtschaftete. Mehrere unter ihr arbeitende Angestellte sind namentlich bekannt. Diverse Texte berichten auch von ihren kultischen Aufgaben.